# 刘长贵 (1928年)
刘长贵（1928年—1981年4月6日），河北承德大佟沟人，中华人民共和国政治人物。

## 生平
刘长幼年贵家境贫寒，早年小学便辍学去当勤杂工。1948年，解放军第二次攻占承德后，他到承德市邮电局工作。被分配到机务组动力室，负责通讯的动力供应。1949年，他被命名为承德市邮电局特等劳动模范。1950年加入共产主义青年团。同年被命名为承德市甲等劳模后，又被评为全国劳动模范。同年9月，赴京参加全国工农兵劳动模范代表会议，受到毛泽东等国家领导人的接见，并在天安门上参加国庆观礼。1950年，他和全组工友实现创造、改进、节约、利废项目达15项。1951年2月，全组又改装了承德至平泉、赤峰的幻象线，为国家节省大量资金。1951年3月，刘长贵参加热河省劳技人员代表大会，在大会上介绍了机务组的事迹和经验，被中共热河省委命名为“马恒昌式”刘长贵小组。同年，刘长贵被选为热河省工业生产抗美援朝支前甲等模范及东北邮电系统甲等劳动模范。
1952年7月22日，刘长贵等人创造的“电报专线并连法”在热河省承德市召开的先进生产经验推广大会上介绍推广。同年8月，该方法向中国各邮电局推广。1953年5月11日，刘长贵当选为中国工会第七次全国代表大会代表，被选为出席热河省和第一届全国人民代表大会的代表。同年，出席在维也纳召开的世界机务员工会国际会议。同年12月，被调到热河省邮电工会担任主席。1956年，他以特邀代表的身份，参加了全国邮电先进生产者大会。
1959年1月，刘长贵被调到北京市冶金基建科工作，重点负责沙河钢铁厂的基本建设任务。1961年6月，他被任命为沙河钢铁厂党委书记兼厂长。在1961年国民经济调整中该厂暂时停产，他带领少数工人一直留守该厂。文化大革命期间，一直坚守工厂。1980年，为提高更换企业技术设备改造，他亲率代表团东渡日本考察钢铁企业，签署引进技术设备协议书，决定把该厂产品改为镀锌钢管。这是中共十一届三中全会之后，中国最早引进国外技术设备的厂家。这条生产线的引进并投入生产，使濒临破产的企业很快扭亏为盈。1981年4月6日，因劳累过度，心脏病发作，抢救无效，时年仅53岁。